# Glimmerati
Glimmerati est un jeu vidéo de course développé par Bugbear Entertainment et édité par Nokia, sorti en 2005 sur N-Gage.